# 오리이 아유미
오리이 아유미(일본어: 折井 あゆみ, 1985년 7월 20일 ~ )는 여성 아이돌 그룹 AKB48의 팀A의 전 멤버이다.